# Uchyłek odbytnicy
Uchyłek odbytnicy, z języka łacińskiego rectocele – patologiczne uwypuklenie ściany odbytnicy prowadzące do zmian anatomicznych i zaburzeń czynności przewodu pokarmowego. 
Efektem rectocele jest zaburzenie opróżniania bańki odbytnicy ze stolca oraz zaparcie, choć zwraca się uwagę, że uchyłek jest raczej skutkiem, a nie przyczyną zaparcia.
U kobiet najczęściej obserwuje się uchyłek przedni odbytnicy (uchyłek odbytniczo-pochwowy). Polega on na wypadaniu przedniej ściany odbytnicy do pochwy. W jego przebiegu dochodzi ponadto do zmian w przegrodzie odbytniczo-pochwowej i obniżenia tylnej ściany pochwy. Duży uchyłek tego typu może objawiać się wypadaniem odbytnicy i ściany pochwy przez szparę sromową. U mężczyzn ten typ uchyłka nie jest częsty – przednia ściana odbytnicy uwypukla się między gruczołem krokowym, a przeponą moczowo-płciową. Uwypuklenie tylnej ściany odbytnicy nazywane jest uchyłkiem tylnym. Obserwowany jest on częściej u kobiet.

## Patogeneza
Czynnikami ryzyka powstania rectocele są: genetycznie uwarunkowane osłabienie tkanki łącznej w obrębie miednicy, zaawansowany wiek, liczne porody drogami natury, otyłość. Przyczyną uchyłka odbytnicy może być obniżenie narządu rodnego, histerektomia, nadmierne napięcie zwieraczy odbytu, paradoksalne napięcie mięśnia łonowo-odbytniczego podczas defekacji. Pod uwagę bierze się również: zespół nadmiernego obniżenia krocza, zmiany kąta odbytowo-odbytniczego, wgłobienie wewnętrzne błony śluzowej odbytnicy.

## Objawy
- nieefektywne parcie na stolec[2]
- uczucie niepełnego wypróżnienia[2]
- zaparcie stolca
- utrudnione oddawanie stolca
- ból w miednicy małej
- uczucie zalegania stolca w pochwie

Pacjenci zauważają dolegliwości (parcie na stolec, uczucie niepełnego wypróżnienia) dopiero przy wystąpieniu większego uchyłka > 4 cm.

## Diagnostyka
Podczas badania przedmiotowego należy skontrolować odbytnicę per rectum oraz wykonać badanie ginekologiczne. Spośród badań dodatkowych stosuje się przede wszystkim defekografię, endoskopię, a ponadto USG (w tym badanie dynamiczne metodą przezkroczową), manometrię odbytu i odbytnicy, elektromiografię. W piśmiennictwie można znaleźć informacje o zastosowaniu obrazowania rezonansu magnetycznego w diagnostyce rectocele, w tym defekografii dynamicznej tą metodą.

## Leczenie
Stosuje się różnego typu metody operacyjne prowadzone zarówno od strony odbytnicy, jak i pochwy.